# 梅里兹河
梅里兹河（法語：Mérize，法語發音：[meʁiz]）是法国卢瓦尔河地区大区萨尔特省的河流，是纳赖河的右支流，长9.27千米，发源自梅里兹河畔勒布雷伊，于圣马尔拉布里耶尔流入纳赖河。